# Stračov (zámek)
Zámek Stračov je klasicistní stavba ve stejnojmenné obci. Od roku 2004 je zapsána jako kulturní památka.

## Historie
Ve vsi Stračov se původně nacházela tvrz, není však jisté, zda stála na stejném místě jako dnešní zámek. V roce 1775 byla během sedláckých bouří poničena. Centrem vsi Stračov byl až do 18. století barokní vrchnostenský dvůr. V polovině 18. století patřil statek Janu Antonínu Bredovi, poté změnil několik majitelů a roku 1797 jej koupil pražský měšťan Prokop Kern. Ten nechal dvůr v roce 1800 přestavět na klasicistní zámek. Roku 1838 prodala vdova Barbora Kernová panství za 135 000 zlatých Františku Arnoštu Harrachovi , který jej nechal upravit, zvýšit o jedno poschodí a využíval jej jako prozatímní sídlo před přesídlením na nově postavený zámek v Hrádku u Nechanic. I po vzniku Československé republiky zůstal zámek v rodu Harrachů a budova sloužila zejména jako sídlo úředníků. V roce 1935 nechal nový majitel, J. Fišer, zámek upravit a snížit o jedno patro. Původně zamýšlel celou stavbu kvůli její sešlosti zbourat, to mu však památkový úřad zakázal.
Od roku 1945 vlastnila zámek obec a k roku 2004 jej využívala Státní vědecká knihovna v Hradci Králové. Ve stejném roce byl prohlášen za kulturní památku. V roce 2006 objekt zakoupila společnost Castle Stracov s.r.o., která se zabývá prodejem starožitností. Ta zámek, v té době zničený, začala rekonstruovat a v současnosti (2022) jej používá jako prodejní galerii.

## Popis
Jedná se o klasicistní dvoukřídlý, jednopatrový objekt s valbovou střechou, situovaný na západní straně návsi. Východní průčelí do návsi je osmiosé, dvoupodlažní.